# Wuhou
Wuhou är ett stadsdistrikt i Chengdu i Sichuan-provinsen i sydvästra Kina.